# 交岔乡
交岔乡，是中华人民共和国宁夏回族自治区固原市彭阳县下辖的一个乡镇级行政单位。

## 行政区划
交岔乡下辖以下地区：
庙庄村、关口村、东洼村、关堡台村、交岔村、保阳村和大坪村。